# Eutropis gubataas
Eutropis gubataas (гірський сонячний сцинк) — вид сцинкоподібних ящірок родини сцинкових (Scincidae). Ендемік Філіппін. Описаний у 2020 році.

## Поширення і екологія
Гірські сонячні сцинки мешкають на північному сході острова Лусон, а також на островах Калаян і Каміґуїн-Норте в групі островів Бабуян. Вони живуть у вологих тропічних лісах. Зустрічаються на висоті до 1000 м над рівнем моря.